# The Achtung Achtung
The Achtung Achtung ist eine deutsche Indie-Rock-Band, die im Jahr 2010 von Rapper Curse und dem  Produzenten Jimmy Ledrac aus Schweden gegründet wurde.

## Geschichte
The Achtung Achtung steuerten das Lied Hotelzimmer für den Film Bis aufs Blut – Brüder auf Bewährung bei, der seine Premiere im Januar 2010 hatte.
Auf der 20Feuerwasser10 EP von Curse, die dem Hip-Hop-Magazin Juice im Mai 2010 exklusiv beilag und die das vorläufige Ende von Curse’ Rap-Karriere darstellt, wurde zum ersten Mal auf die Website theachtungachtung.com und damit auf das neue Projekt von Curse hingewiesen. Auf seiner Website bedankte sich Curse bei allen, die ihn in den zehn Jahren seiner Rap-Karriere begleitet haben. Im Interview mit der Juice sagte Curse, auf die neue Gruppe angesprochen:

„Da hülle ich mich noch in Schweigen. Aber um gewissen Leuten die Angst zu nehmen: Es wird kein Singer-Songwriter-Projekt und ich mache auch kein Electro-Album. (lacht) Aber es wird in nächster Zeit auch keine Rap-Platte von mir geben. Ich will nicht ausschließen, dass ich irgendwann noch mal eine mache. Aber vorerst schließt diese EP einen zehnjährigen Zyklus ab. Jetzt ist erstmal Schicht mit Rap.“

Seit 2010 spielt die Band immer wieder vereinzelte Konzerte.

## Diskografie
- Hotelzimmer Bis aufs Blut – Brüder auf Bewährung (Filmmusik)